# Agnès Peraza Casaus
Agnès Peraza Casaus (Sevilla, ca. 1424– Betancuria, 1503) va ser la senyora territorial de les illes Canàries, heretades del seu pare Hernán Peraza el Vell i del seu germà Guillén Peraza .
Es feia anomenar reina de les illes Canàries, títol que va mantenir fins a la cessió dels drets de conquesta als Reis Catòlics de les illes de La Palma, Gran Canària i Tenerife el 1477.

## Biografia fins a ser senyora de les illes Canàries

### Origen familiar i primers anys
Va néixer cap a 1424 a Sevilla del matrimoni format per Hernán Peraza el Vell i Agnès Casaus, senyors de les illes Canàries.

### Hereva del senyoriu canari
El 1445 Inés, juntament amb el seu pare i el seu germà, permuten amb el parent de la seva mare Guillén Casaus la seva hisenda d'Huévar pels drets que aquest posseïa sobre el senyoriu de les illes.
Agnès havia quedat el 1447 a Sevilla sota la tutela del duc de Medina Sidonia, don Juan de Guzmán, mentre el seu pare i el seu germà prenien possessió del senyoriu de Canàries i continuaven la conquesta. Arran de la mort d'Hernán Peraza el 1452, i havent mort a La Palma uns anys abans el seu fill primogènit Guillén, queda Agnès com a única hereva del senyoriu de les illes.

## Plets i revoltes a les illes Canàries

### Plets amb Castella i Portugal
Agnès i el seu marit Diego de Herrera van haver de sostenir plets amb la Corona de Castella i amb el regne de Portugal pels seus drets sobre les illes. El 1454 van aconseguir del rei Enric IV de Castella la devolució de l'illa de Lanzarote al seu senyoriu i el 1468 el monarca es va veure obligat a revocar la concessió de la conquesta de les illes insubmises que havia fet a favor de diversos nobles portuguesos el 1464.
El 1454 van aconseguir també que l'infant Enric el Navegant abandonés la part de la Gomera que ocupaven els seus vassalls.

### Sublevació a Lanzarote
El 1476 els habitants de Lanzarote es van revoltar contra el poder senyorial dels Herrera-Peraza. Els llançaroteños demanaven ser vassalls dels Reis Catòlics davant els excessos d'Agnès Peraza i el seu marit, acudint a la cort per presentar denúncies i altres documents. Els senyors de Canàries van començar llavors a perseguir els rebels, exiliant-los o executant-los, fins que els reis van enviar a Lanzarote a Esteban Pérez de Cabitos, jutge pesquisidor, perquè recopilés informacions sobre els drets dels senyors a les illes.

## Cessió dels drets de conquesta, repartiment del romanent i decés

### Cessió dels drets de conquesta de Gran Canària, La Palma i Tenerife
El 15 d'octubre de 1477, Agnès i el seu marit van renunciar als seus drets sobre les illes encara sense conquerir, cedint-los als Reis Catòlics a canvi d'una compensació econòmica i del títol de comte de la Gomera.

### Divisió del romanent del senyoriu de les Canàries
Amb la cessió als reis, el senyoriu dels Peraza-Herrera va quedar reduït a les illes de Lanzarote, Fuerteventura, La Gomera i El Hierro. No obstant això, el seu fraccionament havia començat el 1474 arran del repartiment entre els fills. Pedro, el primogènit, va rebre l'illa d'El Hierro amb motiu del seu matrimoni, i el 1478 el seu germà Hernán el Jove, l'illa de La Gomera.
El 1482, davant els atemptats de Pere contra la vida dels seus pares, així com per provocar revoltes en els dominis familiars va ser desheretat per Inés, que va fundar un majoratge en el segongènit Hernán.
Arran de la mort d'Hernán a La Gomera el 1488, es van succeir lluites internes a la família contra la vídua Beatriz de Bobadilla per treure-li el control de les illes. El 1502, Agnès va repartir en dotzenes parts les illes de Lanzarote i de Fuerteventura entre els seus fills Sancho de Herrera, María d'Ayala i Constanza Sarmiento, en cinc, quatre i tres dotzens respectivament, que serien confirmats en morir Inés.

### Conquesta de Tenerife i defunció
Inés Peraza va col·laborar directament a la conquesta de l'illa de Tenerife a l'auxiliar per ordre règia al capità conqueridor Alonso Fernández de Lugo el 1495 amb proveïments. Com a garantia, Inés es va quedar com a ostatges als fills de Lugo, Fernando i Pedro, pel deute que ascendia a 600.000 maravedís.
Finalment Agnès Peraza Casaus va morir a Betancuria, a l'illa de Fuerteventura, a principis de l'any 1503.

## Matrimoni i descendència
Agnès Peraza es va unir en matrimoni a Sevilla el 1448 amb Diego García d'Herrera, un besnét de Leonor Enríquez de Castilla i del seu espòs Diego Gómez Sarmiento .
Va tenir cinc fills:
- Pedro García de Herrera, I senyor d'El Hierro des de 1474 fins a 1482 per ser expropiat pels seus pares.[7] Es va casar dues vegades però només va tenir successors a les seves segones núpcies amb María Lasso de la Vega.
- Hernán Peraza el Jove (Sevilla, ca. 1450- Sant Sebastià de la Gomera, 20 de novembre de 1488), I senyor de la Gomera des de 1478 i II senyor del Ferro des de 1482. Casat amb Beatriz de Bobadilla i Ulloa[7] (f. 1504) van tenir dos fills, el segongènit Guillén Peraza d'Ayala, II senyor des de 1522 i I comte de La Gomera i III senyor d'El Hierro, i la primogènita Agnès d'Herrera i Ayala que es va casar amb Pedro Fernández de Lugo, II avançat de Canàries, que va litigar el senyoriu al seu germà.
- Sancho d'Herrera el Vell, I senyor de cinc dozavos de Lanzarote i de Fuerteventura des de 1503.[7] Es va casar amb Violant de Cervantes encara que no van tenir descendència legítima però sí amb la seva amant Catalina Darfia, qui el va concebre a la successora Constanza Sarmiento la Moza (ca. 1520-Canarias, 1549), II senyora de cinc dozavos, que s'enllaçaria amb la seva nebot segon Pedro Fernández de Saavedra el Mosso (Sevilla, ca. 1510-Canarias, 27 de juliol de 1545) per concebre Agustín de Herrera i Rojas, III senyor de dues dozavas des de 1545, per permutar al seu avi patern Fernán i després per herència materna i altres permutes, passaria a ser el III senyor d'onze dozavas de Lanzarote i de Fuerteventura des de 1549, I comte des de 1567 i I marquès de Lanzarote des de 1584 fins a 1598.
- Maria de Ayala, I senyora de quatre dotzaus de Lanzarote i de Fuerteventura des de 1503,[7] permutaria el seu senyoriu cap a 1545 al citat renebot Agustín, futur marquès de Lanzarote. Maria es va casar amb Diego de Silva i Meneses, primer comte de Portalegre des de 1496.
- Constança Sarmiento (1445-1506),[5] I senyora de tres dozavos de Lanzarote i de Fuerteventura des de 1503.[5][7] Es va casar a Teguise el 1478 amb Pedro Fernández de Saavedra el Vell(Zahara de los Atunes, 1440-Fuerteventura, 1509) —un fill de Fernán Arias de Saavedra i Ribera, II senyor de Zahara, i de la seva esposa Juana de Mendoza i Marmolejo, i oncle patern de Martín Suárez de Toledo, governador del Riu de la Plata — i van tenir almenys dos fills, el primogènit era Fernán Arias de Saavedra i Herrera (1484-e/setembre i desembre de 1545), II senyor de tres dozavos des de 1509 fins al 10 d'agost de 1545 —que per morir aquell any el seu fill hereu Pedro el Mozo, va permutar part del seu senyoriu al net ja citat que seria el futur marquès Agustín de Herrera i Rojas— per la qual cosa Fernán va passar a ser senyor de només un dotzè que va heretar al seu fill natural Gonzalo Arias de Saavedra i Cabrera, III senyor de Lanzarote i de Fuerteventura cap al 1546. El segundogènit era Sancho d'Herrera i Saavedra que es va casar amb María d'Ayala i Sarmiento i qui li va concebre a Elvira Fernández de Saavedra,[5] la besàvia d' Álvaro Martins Homem da Câmara, III governador donatari de Praia de les illes Açores.